# Netpeak Bulgaria
Netpeak Bulgaria е базирана в София дигитална маркетингова агенция и част от международната Netpeak Group.

## История
През 2010 г. Геннадий Воробьов основава Optimization.bg, една от първите агенции в България, специализиращи в оптимизация за търсачки. През 2014 г. Optimization.bg закупува и адаптира два онлайн инструмента за България — Serpstat (бивш Prodvigator.bg) за задълбочен анализ на уебсайтове и ключови думи, и Ringostat за унифицирано проследяване на обаждания и анализ на телефонни разговори.
Адаптирани от оригиналите на Агенция Netpeak в Украйна, тези услуги са съобразени с нуждите на местния пазар, за да подобрят SEO ефективността, да рационализират планирането  на рекламите и анализите на електронната търговия, и да оптимизират възвръщаемостта на маркетинговите инвестиции. На 9 юни 2014 г. украинската агенция за дигитален маркетинг Netpeak придобива 51% цял в Optimization.bg, като го ребрандира като Netpeak Bulgaria с Геннадий Воробьов като съосновател и главен изпълнителен директор.
През ноември 2015 г. Netpeak консолидира всички свои вътрешни разработки под шапката на Netpeak Group и оттогава Netpeak Bulgaria се разраства от едва пет служители до над 82 служители в офиси в София, Варна и Стара Загора. През същата година Netpeak Bulgaria приема слогана “Агенция за дигитален маркетинг” и стартира “Образователния център” на Netpeak, за да предлага безплатни курсове по SEO и PPC.
През април 2016 г. Netpeak Bulgaria организира първата си конференция Online Advertising (първоначално наречена SEO конференция) в София като ежегодна среща на върха за SEO и онлайн реклама. Досега конференцията е организирана в тематични панели на тема SEO и маркетинг на съдържанието, ефективност и електронна търговия, дигитален бизнес и растеж, с участието на лектори от Google, Meta, TikTok, Microsoft, Ringostat, Releva, ContactPigeon, Metrilo и агенции/рекламодатели от Централна и Източна Европа.
От 2016 г. досега в София са проведени 6 офлайн издания на Online Advertising конференцията (включително и 5 онлайн издания).
По-късно през 2016 г. агенцията е обявена за “SEO агенция на годината” на наградите E-Volution, организирани от Forbes Bulgaria.
От 2016 г. насам Netpeak Bulgaria си сътрудничи със SoftUni Digital, като нейните старши служители изнасят лекции по SEO, Google Analytics, архитектура на уебсайтове, управление на проекти, имейл маркетинг и други теми, свързани с дигиталния маркетинг. Към 2025 г. в рамките на дигиталната програма са обучени над 10,000 студенти.  През 2020 г. агенцията достига статут на финалист за “Най-добра SEO кампания” на European Search Awards.
През юни 2018 г. Netpeak Bulgaria провежда първия си Netpeak Friends Day в София — ексклузивно присъствено събитие само за партньори на агенцията, с участието на лектори на Google и професионален обмен на високо ниво, което го утвърждава като водеща платформа за сътрудничество и споделяне на знания за български и световни проекти. След своя дебют Netpeak Friends Day бързо преминава онлайн с осем онлайн издания.
През април 2025 г. поредицата се завръща на живо с Netpeak Friends Day, организиран съвместно с Meta, с участието на Адам Новаковски, креативен партньор на агенциите за Централна и Източна Европа в Meta.
През 2020 г. агенцията достига статут на финалист за “Най-добра SEO кампания” на European Search Awards.
През 2021 г. Netpeak Bulgaria представя Ringostat Bulgaria — SaaS платформа за маркетинг и телефония — като така разширява мрежата си от местни офиси и служители. Геннадий Воробьов съосновава Ringostat Bulgaria — партньор на Google Analytics, предлагаща интегрирана екосистема от маркетинг и телефония (проследяване на обаждания, цялостна аналитика, виртуален PBX, обратни обаждания, смартфон Ringostat, Insider и Messenger), предназначени да оптимизират възвръщаемостта на инвестициите, комуникацията с клиентите и продажбите.
През 2021 г.  Netpeak Bulgaria се класира на първо място в класацията на Noble Hire “Топ 10 най-предпочитани IT компании за работа в България”, базирана на неинженерните гласовете на публиката.
През 2022 г. компанията стартира Academy Ocean Bulgaria, облачна система за управление на обучения. Освен това, Netpeak Bulgaria е класирана сред най-големите комуникационни агенции от Capital.bg. През 2023 г. DesignRush обявява Netpeak Bulgaria за “ТОП SEO агенция за електронна търговия”.
През 2024 г. Netpeak Bulgaria е обявена за най-добрата креативна и дигитална агенция в България от списание Капитал и е включена в списъка за най-големите комуникационни агенции в страната от kMarketing Factbook.
През октомври 2024 г. Netpeak Bulgaria пуска Kursove.ai, безплатна платформа за въвеждащо обучение по изкуствен интелект на български език от начинаещ до  напреднал. Същевременно Netpeak Bulgaria печели наградата Microsoft Advertising Growth Partner и става финалист в две категории на European Search Awards 2024 - "Най-добра голяма PPC агенция" и “SEO”.

## Социална отговорност
От 2017 г. Netpeak Bulgaria си партнира с инициативата “Предай нататък” (Pay It Forward), организирайки дарения и доброволчески дейности — като изработване на подаръци и картички — за домове за стари хора и учреждения за хора с увреждания в България.
Започвайки през 2022 г., чрез фондацията “Моята страна”, създадена от Netpeak Group, компанията предоставя хуманитарна помощ на засегнатите от войната в Украйна, доставяйки храна и медицински консумативи, координирайки евакуацията на деца в риск и подкрепяйки местната отбрана и усилията на общността в Одеса и Харков чрез събиране на средства и логистика от офиса си в София.
През юли 2022 г. Геннадий Воробьов и етно-фотографът Александър Барон стартират проекта “Бесарабски фронт” за противодействие на дезинформацията относно войната в Украйна, като превеждат и публикуват надеждни новини от украински източници на български език; уебсайтът на проекта вече съдържа над 10,000 статии и, също така, набира средства за 88 батальон на морската пехота в Украйна чрез онлайн магазин.
През 2023 г. Netpeak Bulgaria организира кампания “IT оборудване за българската общност в Украйна”, събирайки повече от 300 устройства (компютри, лаптопи и проектори) заедно с над 600 книги и пъзели, които са дарени на училища, библиотеки и детски градини в селища, населени с българи; кампанията е координирана от Геннадий Воробьов и Татяна Бондаренко, съвместно с други български IT компании.
От 2023 г. Netpeak Bulgaria участва в няколко благотворителни инициативи, като дарява три електрически генератора на Националния университет в Одеса, за да предостави захранване по време на прекъсванията на тока и доставя 54 тона въглища на психоневрологичен интернат в Барабой, област Одеса. Компанията си партнира също с MarketStar Bulgaria за закупуване на специализирано оборудване за 13 тежко болни лица.
Netpeak е сребърен спонсор на Международния турнир по информатика “Джон Атанасов” (IATI) 2025 в Шумен.

## Дейност
Netpeak Bulgaria предлага цялостни услуги за дигитален маркетинг и уеб технологии. Техните SEO услуги включват технически одити, оптимизация на сайтове и локално SEO, както и SEO подготовка преди стартиране на уебсайт/приложение, за да се гарантира, че клиентите ще се класират на първи позиции от самото начало. 
Компанията управлява PPC реклами кампании в Google Ads, Microsoft Ads, Meta Ads, TikTok Ads, LinkedIn Ads, и YouTube Ads, докато техните екипи за уеб анализ и CRO прилагат анализ на данни, изучаване на потребителското поведение и A/B тестване, за да увеличат възвръщаемостта на инвестициите.
В допълнение към имейл маркетинг и CRM маркетинг автоматизации, промотиране и оптимизация на мобилни приложения, разработка и поддръжка на WordPress уебсайтове и управление на репутацията в търсачките (SERM), компанията предоставя услуги за линкбилдинг, копирайтинг и създаване на мрежа от частни блогове (PBN) за укрепване на онлайн авторитета на бизнесите.
Като част от Netpeak Group, Netpeak Bulgaria интегрира собствени SaaS продукти като Serpstat за анализ на уебсайтове, Ringostat за маркетингова телефония, базирана на изкуствен интелект, AcademyOcean като система за фасилитиране на обучения и Kursove.ai за въвеждащо обучение в сферата на  изкуствения интелект.